# Павел Фајдек
Павел Фајдек (пољ. Paweł Fajdek; рођен 4. јуна 1989.) је пољски бацач кладива, петоструки светски шампион, европски шампион и освајач олимпијске бронзане медаље. 2013. године постао је најмлађи светски шампион у овој дисциплини. Његов лични рекорд од 83,93 метра постигнут је 9. августа 2015. на Меморијалу Јануша Кусочинског у Шчећину.

## Каријера
Фајдек је представљао Пољску на Светском јуниорском првенству 2008. у Бидгошчу, завршио је на 4. месту упркос томе што је бацио нови пољски јуниорски рекорд од 75,31 метара са кладивом тешким 6 килограма (са којим се такмиче јуниори, узраста до 20 година). Фајдек је освојио 8. место на Европском првенству до 23 године 2009. у Каунасу у Литванији са хицем од 68,70 метара.
Фајдек је наставио да напредује 2011. године, заузевши друго место на Европском екипном првенству у Стокхолму са новим личним рекордом од 76,98 метара. У Мадриду је додатно побољшао на 78,13, победивши између осталих и актуелног олимпијског шампиона Приможа Козмуса из Словеније. Био је убедљив победник на Европском првенству до 23 године у Острави у Чешкој, бацивши лични рекорд од 78,54. На Светском првенству у Даегуу бацио је само 75,20 и завршио као једанаести.
Фајдек је први пут пребацио 80 метара на митингу Голден спајк у Острави у мају 2012. године.  На свом следећем такмичењу у Монтреуу, постигао је још један лични рекорд од 81,39.
Фајдека тренутно тренира Чеслав Цибулски, који је такође тренирао Шимона Циолковског и Аниту Влодарчик. 
На Летњим олимпијским играма 2020. освојио је своју прву олимпијску медаљу (бронзу) у бацању кладива бацивши 81,53 метра, завршивши као трећи иза Војћеха Новицког и Ајвинда Хенриксена.
2022. године, освајањем златне медаље на Светском првенству у атлетици 2022. хицем од 81,98 метара, Фајдек је постао тек други атлетичар у историји који је освојио пет узастопних златних медаља на том такмичењу. Пре Фајдека, то је пошло за руком скакачу с мотком Сергеју Бубки, који је на крају освојио шест узастопних титула светског првака.

## Међународна такмичења
| Година                | Такмичење                               | Место                        | Позиција              | Дисциплина            | Резултат              | Белешка |
| Представљајући Пољску | Представљајући Пољску                   | Представљајући Пољску        | Представљајући Пољску | Представљајући Пољску | Представљајући Пољску |         |
| --------------------- | --------------------------------------- | ---------------------------- | --------------------- | --------------------- | --------------------- | ------- |
| 2008.                 | Светско првенство у атлетици за јуниоре | Бидгошч, Пољска              | 4.                    | Бацање кладива (6 кг) | 75,31 м               |         |
| 2009.                 | Европско првенство за млађе сениоре     | Каунас, Литванија            | 8.                    | Бацање кладива        | 68,70 м               |         |
| 2011.                 | Европско првенство за млађе сениоре     | Острава, Чешка               | 1.                    | Бацање кладива        | 78,54 м               |         |
| 2011.                 | Универзијада                            | Шенжен, Кина                 | 1.                    | Бацање кладива        | 78,14 м               |         |
| 2011.                 | Светско првенство                       | Даегу, Јужна Кореја          | 11.                   | Бацање кладива        | 75,20 м               |         |
| 2012.                 | Олимпијске игре                         | Лондон, Уједињено Краљевство | –                     | Бацање кладива        | Без пласмана          |         |
| 2013.                 | Универзијада                            | Казањ, Русија                | 1.                    | Бацање кладива        | 79,99 м               |         |
| 2013.                 | Светско првенство                       | Москва, Русија               | 1.                    | Бацање кладива        | 81,97 м               |         |
| 2013.                 | Франкофонске игре                       | Ница, Француска              | 1.                    | Бацање кладива        | 78,28 м               |         |
| 2014.                 | Европско првенство                      | Цирих, Швајцарска            | 2.                    | Бацање кладива        | 82,05 м               |         |
| 2015.                 | Универзијада                            | Гвангжу, Јужна Кореја        | 1.                    | Бацање кладива        | 80,05 м               |         |
| 2015.                 | Светско првенство                       | Пекинг, Кина                 | 1.                    | Бацање кладива        | 80,88 м               |         |
| 2016.                 | Европско првенство                      | Амстердам, Холандија         | 1.                    | Бацање кладива        | 80,93 м               |         |
| 2016.                 | Олимпијске игре                         | Рио де Жанеиро, Бразил       | 17.                   | Бацање кладива        | 72,00 м               |         |
| 2017.                 | Светско првенство                       | Лондон, Уједињено Краљевство | 1.                    | Бацање кладива        | 79,86 м               |         |
| 2017.                 | Универзијада                            | Тајпеј, Тајван               | 1.                    | Бацање кладива        | 79,16 м               |         |
| 2018.                 | Европско првенство                      | Берлин, Немачка              | 2.                    | Бацање кладива        | 78,69 м               |         |
| 2019.                 | Светско првенство                       | Доха, Катар                  | 1.                    | Бацање кладива        | 80,50 м               |         |
| 2021.                 | Европско екипно првенство               | Хожов, Пољска                | 1.                    | Бацање кладива        | 82,98 м               |         |
| 2021.                 | Олимпијске игре                         | Токио, Јапан                 | 3.                    | Бацање кладива        | 81,53 м               |         |
| 2022.                 | Светско првенство                       | Јуџин, САД                   | 1.                    | Бацање кладива        | 81,98 м               |         |
| 2022.                 | Европско првенство                      | Минхен, Немачка              | 4.                    | Бацање кладива        | 79,15 м               |         |
| 2023.                 | Светско првенство                       | Будимпешта, Мађарска         | 4.                    | Бацање кладива        | 80,00 м               |         |
| 2024.                 | Европско првенство                      | Рим, Италија                 | 6.                    | Бацање кладива        | 77,50 м               |         |
| 2024.                 | Олимпијске игре                         | Париз, Француска             | 5.                    | Бацање кладива        | 78,80 м               |         |